# سیارک ۲۵۴۸۸
سیارک ۲۵۴۸۸ (به انگلیسی: 25488 Figueiredo، نامگذاری:1999XD83) بیست و پنج هزار و چهارصد و هشتاد و هشتمین سیارک کشف شده‌است که در ۷ دسامبر ۱۹۹۹ کشف شد.
قدر مطلق سیارک برابر ۱۵.۵ است.